# Claude Roumain
Claude G. Roumain (ur. 29 lipca 1961) – haitański lekkoatleta, olimpijczyk.
Dwukrotny uczestnik igrzysk olimpijskich (IO 1988, IO 1992). Podczas obu igrzysk startował w biegach na 100 m i 200 m, odpadając każdorazowo w eliminacjach. W Seulu uplasował się na ostatnim miejscu w swoim biegu, zarówno na 100 m (11,22 – 7. pozycja) jak i na dystansie 200 m (22,60 – 6. miejsce). Podobnie było na igrzyskach w Barcelonie – ponownie był ostatni w biegach eliminacyjnych na 100 m (11,07 – 8. miejsce) i 200 m (22,51 – 6. miejsce).
Rekordy życiowe: bieg na 100 m – 11,07 (1992), bieg na 200 metrów – 22,51 (1992).